# 9576 van der Weyden
A 9576 van der Weyden (ideiglenes jelöléssel 1989 CX2) a Naprendszer kisbolygóövében található aszteroida. Eric Walter Elst fedezte fel 1989. február 4-én.
Nevét Rogier van der Weyden (1399/1400 – 1464) németalföldi festő után kapta.